# Louis II. Bretagne Alain de Rohan-Chabot
Louis II. Bretagne Alain de Rohan-Chabot (* 26. September 1679 in Paris; † 10. August 1738 ebenda) aus dem Haus Rohan-Chabot war ein französischer Aristokrat und Höfling.
Er war 6. Prince de Léon und ab 1727 3. Duc de Rohan, Pair de France, Comte de Porhoët et de Moret, Marquis de Blain, de Montlieu et de Saint-Aulaye, sowie Gouverneur von Lectoure.

## Leben
Louis Bretagne Alain de Rohan-Chabot ist der älteste Sohn von Louis de Rohan-Chabot (1652–1727), 2. Duc de Rohan, und Marie Elisabeth Crespin du Bec (1661–1743). 
Der Duc de Rohan hatte – im Wechsel mit dem Duc de La Trémoille – den Vorsitz des Adels in den États de Bretagne inne, gab dieses Amt mit Zustimmung des Königs Ludwig XIV. an seinen ältesten Sohn ab, und ließ ihn Prince de Léon nennen. Dieser war – laut Saint-Simon (1675–1755) – „ein großer, schlanker, hässlicher und unattraktiver Junge, der einen Feldzug als Faulpelz absolviert und unter dem Vorwand seiner Gesundheit den Dienst quittiert hatte, um nicht mehr zu tun. […] Er war ein großer Spieler, ein großer Verschwender bei allen seinen Vorlieben, im Übrigen aber sehr liebenswürdig, mit einer besonderen Gabe der Überredung, der Intrigen, […], voller Laune, Capricen und Fantasien, hartnäckig wie sein Vater und in der Tat in der Welt nur sich selbst zählend.“
Als junger Erwachsener hatte sich Louis Bretagne Alain in die Schauspielerin Florence Pellerin (1660–1716) verliebt, die der Duc d’Orléans lange Zeit ausgehalten hatte, und die die Mutter von Louis Charles de Saint-Albin (1698–1764) war, dem späteren Erzbischof von Cambrai; der Prince de Léon gab viel Geld für sie aus, hatte Kinder mit ihr, führte sie in der Bretagne mit sich, außer nach Dinan, dem Sitz der Stände, denen er vorstand. Da der Herzog die Heirat seines Sohnes mit Florence befürchtete, bot er ihm an, seiner Mätresse eine Pension von 5000 Livres zu geben und für ihre Kinder zu sorgen, wenn er sie verlassen wolle, worauf der Prince de Léon aber nicht einging. Seine Tante, die Princesse de Soubise schaltete den König ein, der in gesonderten Audienzen erst mit dem Sohn und dann mit dem Vater sprach, dabei aber nur Geist, Anmut und Geschmeidigkeit des Sohnes lobte und das Unglück des Vaters bedauerte. Florence wurde entführt und in ein Kloster gebracht und der Sohn drohte seinen Eltern, sich von ihnen abzuwenden. Auf dieser Eskalationsstufe beauftragte der König die Streitenden, die Trennung von Florence zu vollziehen, den Sohn mit seinen Eltern zu versöhnen und ihn für eine anderweitige Heirat zugänglich zu machen.
Seine Eltern bereiteten nun die Heirat mit Françoise de Roquelaure (* 1682/83) vor, der älteren Tochter und Erbin von Antoine-Gaston de Roquelaure (1656–1738), der 1724 zum Marschall von Frankreich erhoben wurde, und Marie-Louise de Laval-Lezay (1657–1735); Mlle de Roquelaure würde laut Saint-Simon eines Tages sehr reich sein, war „bucklig und hässlich, hatte aber […] einen dieser kühnen, entschiedenen, unternehmungslustigen und entschlossenen Esprits“, war etwa drei jünger als der Prince de Léon, aber auch schon Mitte zwanzig, und konnte trotz ihrer Erbaussichten nicht auf eine Partie vom Rang Léons hoffen, der Herzog und Pair werden sollte und dem 50000 Écu Rente zugesichert waren, dazu das Einkommen aus den anderen Güter der Familie. Ein für beide Seiten gutes Geschäft stand also vor dem Abschluss – als kurz vor der Unterzeichnung des Ehevertrages alles zusammenbrach aufgrund der hochmütigen Art, mit der die Duchesse de Roquelaure verlangte, dass der Duc de Rohan seinen Sohn besser ausstatten solle.
In dieser Situation wurden die beiden Verlobten aktiv: der Prince de Léon entführte Mlle de Roquelaure und sie heirateten am 29. Mai 1708, worauf die Duchesse de Roquelaure nach Marly eilte, um den König um Intervention zu bitten. Saint-Simon schreibt dazu: „Das verbreitete sich sofort, wobei die Güte des Hofes in ihrem ganzen Glanz erstrahlte. Kaum hatte man Mme de Roquelaure bemitleidet, als die einen aus Abneigung gegen die großen, herrischen Allüren dieser armen Mutter, die meisten, ergriffen von der Lächerlichkeit der Entführung eines Geschöpfes, von dem man wusste, dass es sehr hässlich und bucklig war, durch einen so hässlichen Kavalier, zu lachen begannen, und zwar prompt mit großen Ausbrüchen und bis zu den Tränen, mit einem ganz und gar skandalösen Lärm. Alles wurde schließlich durch den Willen des Königs wieder in Ordnung gebracht.“ Die Eltern des Paares nutzten die Gelegenheit, um die Mitgift der frisch Vermählten erheblich zu kürzen, sodass diese die ersten Jahre ihrer Ehe in ständiger finanzieller Bedrängnis verbrachten.
„Dieses romanhafte Abenteuer“, berichtet Président Hénault, „wurde durch die Einzigartigkeit, mit der der Mann und die Frau zusammenlebten, weitergeführt. Nie sah man sie auch nur einen Moment lang einig. M de Léon war gewalttätig, Mme de Léon von größter Zügellosigkeit. Ihr Haus, in dem ganz Paris wimmelte und das wegen der Gesellschaft, mit der es gefüllt war, die größte Ausstrahlung der Welt hatte, war auf höchstens 15000 Livres Rente gegründet, die sie genossen. Es ist ein weiter Weg bis zu mindestens 100000 Francs, die sie für ihre Ausgaben gebraucht hätten, denn sie versagten sich in dieser Hinsicht nichts. Den ganzen Vormittag verbrachten sie damit, nach Mitteln und Wegen zu suchen. Sie mussten einige Händler unterhalten, andere an Bord nehmen, dem Koch Ideen liefern, um aus nichts etwas zu machen, den Maître d‘Hôtel streicheln, um ihn dazu zu bringen, die Lieferanten auf sein Wort hin zu verpflichten. Der Ehemann und die Ehefrau waren voller Notlösungen, über die sie sich nicht einig waren. Man konnte in allen benachbarten Häusern hören, wie sie sich mit der größten Heftigkeit stritten. Um sechs Uhr abends war Schluss damit. Der Hof, der am Morgen noch voller Gläubiger gewesen war, füllte sich mit Kutschen. Es wurde fröhlich gespeist und die ganze Nacht hindurch gespielt.“
Am 17. August 1727 folgte der Prince de Léon seinem Vater als Duc de Rohan nach, die Aufnahme als Duc und Pair ins Parlement de Paris geschah am 12. August 1728. Er selbst starb am 10. August 1738 in Paris, seine Frau am 5. Mai 1741 in Toulouse. Den Tod seines Schwiegervaters überlebte er nur um 96 Tage, so dass dessen Erbe ihm kaum noch zugutekam.

## Nachkommen
Louis Bretagne Alain de Rohan-Chabot und Françoise de Roquelaure hatten sieben Kinder:
- Louis Marie Bretagne Dominique (* 17. Januar 1710; † 28. November 1791 in Nizza), 1738 4. Duc de Rohan, 3. Duc de Roquelaure et de Lude, 7. Prince de Léon, Pair de France, Comte de Porhoet, d’Astarac, et de Moret, Marquis de Blain et Biran, Baron de Montesquiou etc., 1743 Brigadier; ⚭ (1) 29. Dezember 1735 Charlotte Rosalie de Châtillon (* 1. Mai 1719; † 6. April 1753), Tochter von Alexis Madeleine Rosalie, Duc de Châtillon, Pair de France, und Charlotte Voisin; ⚭ (2) 23. Mai 1758 Charlotte Emilie de Crussol d’Uzès (* 16. Oktober 1732; † August 1791) Tochter von Charles Emmanuel de Crussol, Duc d’Uzès, Pair de France, und Émilie de La Rochefocauld
- Louise Armande Julie (* 30. März 1711[2]), 1729 Nonne zu Tresnel[3]
- Louis François (* wohl 1712; † 29. Januar 1743 in Paris), genannt Vicomte de Rohan, Juli 1735 Mestre de camp des Régiment de Rohan cavalerie, ledig
- Marie Armande (* 5. August 1713[4]; † 29. Januar 1742 in Paris[5]), Prieure perpétuelle de Notre-Dame du Bon-Secours in Paris;
- Marie Louise (* 30. März 1717; † 11. März 1784); ⚭ 4. Februar 1739 Daniel François de Gelas de Voisins d’Ambres († 14. Februar 1762), genannt Comte de Lautrec, 1757 Marschall von Frankreich[6]
- Charlotte Félicité Antoinette (* 4. August 1718; † 6. März 1750[7]); ⚭ 28. September 1739 José de los Ríos, Conde de Fernán-Núñez, Grande von Spanien († 1745)[8]
- Louis Auguste (* 10. August 1722; † 16. Oktober 1753 an den Pocken), Kanoniker in Straßburg bis und Vicomte de Rohan nach dem Tod seines Bruders Louis François 1743, Baron de Montesquiou, Marquis de Vervins, 27. Mai 1751 Vicomte de Chabot, Châtelain de Voulpaix, 1744–1748 Colonel des Régiment de Rohan cavalerie, 1748 Maréchal de camp, 1751 8. Comte de Jarnac; ⚭ 1. Februar 1752 Marie Jeanne Olympe de Bonnevie (* 1736; † 17. September 1757), Dame de Vervins et de La Ville, Tochter von Jean Charles de Bonnevie, Marquis de Vervins, und Marie Moreau, sie heiratete in zweiter Ehe am 21. April 1755 Marie François Henri de Franquetot, Duc de Coigny, Pair de France, 1816 Marschall von Frankreich († 1821)

Aus seiner Beziehung zu Florence Pellerin hatte er eine Tochter (* Juli 1708) Nonne zu Saint-Mandé